# یاسمانی رومرو
یاسمانی رومرو (اسپانیایی: Yasmani Romero‎؛ زادهٔ ۲۶ سپتامبر ۱۹۸۸) وزنه‌بردار اهل کوبا بود. وی در بازی‌های المپیک تابستانی ۲۰۱۲ شرکت کرده‌است.